# Sonerila silvatica
Sonerila silvatica är en tvåhjärtbladig växtart som beskrevs av Lundin. Sonerila silvatica ingår i släktet Sonerila och familjen Melastomataceae. Inga underarter finns listade i Catalogue of Life.